# جمعية التمثيل العربي
جمعية التمثيل العربي هي إحدى أقدم الجمعيات المسرحية التونسية ظهرت عام 1922 باندماج جمعيتي الشهامة العربية وجمعية الآداب العربية. 
- نشطت جمعية التمثيل العربي تحت إدارة المسرحي المصري جورج أبيض.
- وقد مثلت في موسم 1923-1924: حوالي أربعين مسرحية.